# Średnia różnica bezwzględna
Średnia różnica bezwzględna – miara rozrzutu równa średniej bezwzględnej różnicy dwóch niezależnych zmiennych losowych o tym samym rozkładzie prawdopodobieństwa. Ogólniejszym pojęciem jest metryka probabilistyczna.

## Definicja
Średnia różnica bezwzględna jest zdefiniowana jako "średnia" lub "wartość środkowa", formalnie wartość oczekiwana, modułu różnicy dwóch niezależnych zmiennych losowych o jednakowym rozkładzie. Ogólnie, dla zmiennych losowych {\displaystyle X} i {\displaystyle Y} o tym samym rozkładzie
{\displaystyle \mathrm {MD} :=E[|X-Y|]}.
W przypadku dyskretnym średnia różnica bezwzględna przyjmuje postać
{\displaystyle \mathrm {MD} =E[|X-Y|]=E_{X}[E_{Y|X}[|X-Y|]]={\frac {1}{n^{2}}}\sum _{i=1}^{n}\sum _{j=1}^{n}|x_{i}-y_{j}|},
a w przypadku ciągłym średnia różnica bezwzględna przyjmuje postać
{\displaystyle \mathrm {MD} =\int _{-\infty }^{\infty }\int _{-\infty }^{\infty }f(x)\,f(y)\,|x-y|\,dx\,dy}.